# Бзовець (Люблінське воєводство)
Бзовець (пол. Bzowiec) — село в Польщі, у гміні Рудник Красноставського повіту Люблінського воєводства.
Населення — 449 осіб (2011).
У 1975-1998 роках село належало до Замойського воєводства.

## Демографія
Демографічна структура станом на 31 березня 2011 року:
|          | Загалом | Допрацездатний вік | Працездатний вік | Постпрацездатний вік |
| -------- | ------- | ------------------ | ---------------- | -------------------- |
| Чоловіки | 213     | 27                 | 135              | 51                   |
| Жінки    | 236     | 30                 | 107              | 99                   |
| Разом    | 449     | 57                 | 242              | 150                  |